# Pterolophia longicornis
Pterolophia longicornis är en skalbaggsart som beskrevs av Stefan von Breuning 1975. Pterolophia longicornis ingår i släktet Pterolophia och familjen långhorningar.
Artens utbredningsområde är Ghana. Inga underarter finns listade i Catalogue of Life.